# Rhodospatha
Rhodospatha es un género con 45 especies de plantas con flores de la familia Araceae. Es originario de México y de las regiones tropicales de América.

## Descripción
Son plantas hemiepífitas aplicado-trepadoras, enraizando en los nudos, plantas juveniles terrestres, entrenudos largos; plantas hermafroditas. Hojas espiraladas o dísticas, oblongas a oblongo-elípticas, ligeramente desiguales en la base, a veces ligeramente inequiláteras, nervio principal hundido en la haz, prominente en el envés, nervios laterales primarios numerosos, comúnmente espaciados cercanamente, sin vena colectiva, nervios menores numerosos, típicamente menos conspicuos que los nervios laterales primarios; pecíolos tan largos como las láminas, amplexicaules en la base, envainados casi toda su longitud, geniculados en el ápice, la vaina persistente o caduca. Inflorescencias erectas, mucho más cortas que las hojas, pedúnculo corto, más largo o más corto que la espata; espata anchamente ovada u oblongo-ovada, abruptamente cuspidada, moderadamente coriácea, con nervios longitudinales, típicamente blanca o rosada, caduca; espádice cilíndrico, ligeramente atenuado hasta el ápice o hasta ambos lados, sésil o estipitado; flores perfectas o rara vez sólo flores pistiladas en la base, arregladas en una serie de espirales, numerosas, densas, desnudas; estambres 4, filamentos anchos, complanados, atenuados hasta el estilo, anteras anchas, tecas elipsoides, más largas que el conectivo, dehiscencia lateral; ovario 4-angulado, 2-locular, óvulos varios a numerosos por lóculo, anfítropos, estilo más grueso que el ovario y generalmente 2–3-lobado, persistente en el fruto. Bayas pequeñas, cilíndrico-prismáticas, truncadas, generalmente sin colores vistosos; semillas 10–12, unidas por un funículo corto, ventralmente imbricadas, redondeado-reniformes, lentiformes, testa menudamente verrugosa.

## Taxonomía
El género fue descrito por Poepp. in E.F.Poeppig & S.L.Endlicher y publicado en Nova Genera ac Species Plantarum 3: 91. 1845. La especie tipo es: Rhodospatha latifolia

## Especies
- Rhodospatha blanda
- Rhodospatha dissidens
- Rhodospatha latifolia
- Rhodospatha picta
- Rhodospatha robusta
- Rhodospatha venosa